# Bedihošť (stacja kolejowa)
Bedihošť – stacja kolejowa w Bedihošcie, w kraju ołomunieckim, w Czechach. Znajduje się na wysokości 210 m n.p.m.
Jest zarządzana przez Správę železnic. Na stacji nie ma możliwości zakupu biletów, a obsługa podróżnych odbywa się w pociągu.

## Linie kolejowe
- 301 Nezamyslice - Olomouc